# Spolna detranzicija
Spolna detranzicija ali krajše detranzicija je začasna ali trajna razveljavitev transspolne identifikacije osebe ali prekinitev postopka medicinske tranzicije transspolne osebe. Detranzicija se lahko zgodi na socialni, pravni in/ali medicinski ravni.
V nekaterih študijah se uporablja namesto izraza detranzicija izraz retranzicija. Retranzicija pogosto opisuje tudi za opis ponovne tranzicije ali privzetja transspolne identitete po detranziciji. Izraz spolna detranzicija se razlikuje od koncepta "obžalovanja" in predstavlja odločitev, ki lahko temelji na spremembi spolne identitete ali drugih razlogih, kot so skrb za zdravje, socialni pritisk ali stigmatizacija in diskriminacija.
Uradnih študij o detranziciji je malo, so politično sporne in nedosledne pri opisovanju pojava. Strokovno zanimanje za ta pojav je naletelo na nasprotovanja, nekateri znanstveniki pa trdijo, da gre za cenzuro te teme. Nekatere organizacije, povezane s konverzijsko terapijo, so zgodbe o detranziciji uporabile za spodbujanje transfobične retorike in diskriminatorne zakonodaje.

## Ozadje in terminologija
Tranzicija je proces, v katerem transspolna oseba spremeni svoj spolni izraz in/ali spolne značilnosti v skladu z notranjim doživljanjem lastne spolne identitete. Metode tranzicije se med osebami razlikujejo, vendar proces običajno vključuje socialne spremembe (kot so oblačila, osebno ime in zaimki), pravne spremembe (kot je uradna sprememba imena in spolnega označevalca) in fizične spremembe (kot sta hormonska terapija in operacije za potrditev spola).  
Detranzicija je, tako kot tranzicija, proces in ne enkraten dogodek, metode detranzicije pa so različne in lahko vključujejo družbene, pravne in/ali fizične spremembe v izražanju spola, družbene identitete in osebnih dokumentov. Detranzicija je včasih povezana z obžalovanjem tranzicije, ni pa nujno, da je temu tako.
Izraz detranzicija v transspolnih skupnostih nosi kontroverzno konotacijo. Po mnenju nekaterih raziskovalcev je to zato, ker tako kot beseda tranzicija tudi detranzicija nosi "napačno implikacijo, da je spolna identiteta pogojena s procesi potrjevanja spola". Izraz se je v širši družbi povezal tudi z razumevanjem detranzicije kot obžalovanjem tranzicije, s tem pa omogočil nastanek gibanj, katerih cilj je omejiti dostop transspolnih oseb do spolno potrjujoče zdravstvene oskrbe.

## Pojavnost
V študijah detranzicije se ocene pogostosti detranzicije zelo razlikujejo, opazne pa so tudi razlike v terminologijah in metodologijah. Delež transspolnih oseb, ki se odločijo za detranzicijo, tako ni zanesljivo znan. Detranzicija je pogostejša v zgodnejših fazah tranzicije, zlasti pri osebah, ki niso opravile operacij za potrditev spola.
V pregledu pojavnosti iz leta 2019 so bili pregledani zapisi 3398 pacientov, ki so med leti 2016 in 2017 obiskovali spolne klinike v Združenem kraljestvu. Poročila, povezana z obžalovanjem ali detranzicijo so identificirala 16 oseb (0,47%), ki so izrazile obžalovanje. Od teh oseb so se 3 odločile za trajno detranzicijo (0,09%), 10 pa za začasno detranzicijo z namenom retranzicije (0,29%).
V splošnem se pri osebah, ki opravijo operacije za potrditev spola (OPS), beležena zelo nizka stopnja obžalovanja ali želje po detranziciji. Nizozemska študija iz leta 2005 je vključevala 162 odraslih oseb, ki so opravile OPS. Dve osebi sta v obdobju od 1 do 4 let po operaciji izrazili obžalovanje, le ena od njiju pa je izjavila, da tranzicije ne bi ponovno opravila. V metaanalizi 27 študij iz leta 2021 je bilo ugotovljeno, da je "razširjenost obžalovanja pri transspolnih pacientih po OPS izjemno nizka."
Zavod TransAkcija v Pogostih vprašanjih o transspolnosti navaja: "Redko katere transspolne osebe si premislijo glede svoje spolne identitete in posledično jih zelo malo vstopa v detranzicijo. Te primere se večinoma predstavlja kot zelo pogoste in z njimi se poskuša delegitimirati sprejemanje transspolnosti in spoštovanje do nje."

### Razlogi za detranzicijo
Razlogi za detranzicijo so različni in lahko vključujejo skrbi, povezane z zdravjem, ugotovitev, da tranzicija ni ublažila spolne disforije, negativno družbeno okolje in finančne težave.
Rezultati raziskave iz leta 2015 so pokazali, da je 62% oseb, ki je opravilo detranzicijo, poročalo o retranziciji in tudi po detranziciji živijo kot oseba drugega spola, kot jim je bil pripisan ob rojstvu. Približno 36% oseb, ki je opravilo detranzicijo, je poročalo, da so jo opravili zaradi pritiska staršev, 33% zaradi prevelikih obremenitev tranzicije, 31% zaradi diskriminacije, 29% zaradi težav pri iskanju zaposlitve, 26% zaradi pritiska družinskih članov, 18% zaradi pritiska zakonca in 17% zaradi pritiska delodajalca.
V študiji iz leta 2021, v kateri je sodelovalo 2242 oseb, ki so prešle detranzicijo in se še naprej identificirajo kot transspolne osebe ali spolno raznolike osebe, je velika večina oseb dejala, da je bila detranzicija delno posledica zunanjih dejavnikov, kot so pritisk družine, spolni napadi in nepotrjujoče šolsko okolje; drug pogosto navajan dejavnik je bil "zame je bilo to preprosto pretežko.“
Razlogi za detranzicijo običajno vključujejo finančne ovire pri tranziciji, družbeno zavrnitev zaradi tranzicije ali nelagodje zaradi spolnih značilnosti, ki so se razvile med tranzicijo. Drugi razlogi so zaskrbljenost zaradi pomanjkanja informacij o dolgoročnih učinkih hormonske terapije, zaskrbljenost zaradi izgube plodnosti, zapletov pri operaciji in sprememb spolne identitete. Starejše transspolne osebe lahko prehajajo tudi zaradi skrbi, ali bodo v starosti deležne ustrezne ali spoštljive oskrbe.

## Kulturni in politični učinki
Kontroverznost, ki spremlja detranzicijo v relaciji do trans aktivizma, je predvsem posledica tega, kako je detranzicija uokvirjena kot predmet moralne panike v mainstream medijih in desni politiki. Detranzicija je pritegnila zanimanje tako socialnih konservativcev na politični desnici kot nekaterih trans-izključujočih feministk na politični levici (TERF). Gibanja proti pravicam transspolnim osebam na desnem radikalno desnem političnem polu so bila obtožena, da izkoriščajo zgodbe o detranziciji za upravičevanje svojega delovanja proti pravicam transspolnih oseb.
Številne organizacije, povezane s konverzijskimi terapijami in krščansko desnico, spodbujajo programe, katerih cilj je odvračanje od tranzicije in spreminjanje spolne identitete posameznikov v skladu s spolom, ki jim je bil pripisan ob rojstvu. Ključna značilnost teh organizacij je prikazovanje "transseksualnosti“ kot greha proti bogu ali "naravnemu redu". V 70. letih 20. stoletja je organizacija Exodus International na platformo postavila Perryja Desmonda, "nekdanjega transseksualca“, ki je evangeliziral po ZDA in podpiral kampanjo Anite Bryant "Save Our Children". Druga pomembna značilnost je izpostavljanje pričevanj oseb, ki se opredeljujejo kot "nekdanji transseksualci" in prikazujejo "transseksualni življenjski slog“ kot uničujoč v nasprotju s kontemplacijo boga ter spodbujajo druge transspolne osebe, da se jim pridružijo. Te organizacije prikazujejo "ideologijo spola“ in "ideologijo transseksualcev“ kot družbeno okužbo, ki ogroža naravni red.

### Prisilna detranzicija
Leta 2021 je 22 zveznih držav ZDA predstavilo predloge zakonov, ki bi kriminalizirali spolno potrjujočo zdravstveno oskrbo za mladoletne trans osebe. Do konca februarja 2022 se je število držav povečalo na 29. Predlagatelji teh zakonov pogosto navajajo pomisleke glede detranzicije kot razloge za tovrstno zakonodajo in trdijo, da želijo "zaščititi otroke". Znanstveni dokazi kažejo, da tovrstni zakoni povzročajo škodo transspolnim otrokom, saj je dostop do potrjujoče zdravstvene oskrbe pozitivno povezan z duševnim blagostanjem, nezmožnost ali prekinitev dostopa pa lahko povzroči spolno disforijo, ki lahko pri transspolnih otrocih in najstnikih pogosto vodi v tesnobo, depresijo ali samomor.
V številnih zaporih ZDA, kot tudi po svetu, transspolni zaporniki pogosto prisilno vstopijo v detranzicijo zaradi pomanjkanja dostopa do spolno potrjujoče zdravstvene oskrbe in/ali metod za prilagoditev spolnega izraza.
Prisilna detranzicija je včasih opisana tudi kot oblika transspolnega genocida, predvsem v relaciji z definicijo genocida po opredelitvi Združenih narodov. Zakoni, ki prepovedujejo spolno potrjujočo oskrbo in/ali tiste, ki jo prejemajo, neposredno prisilijo k detranziciji, "povzročajo resne telesne ali duševne poškodbe članom (transspolne) skupine" in "namerno povzročajo življenjske razmere, ki so predvidene za popolno ali delno fizično uničenje skupine."